# Zbąszyń
Zbąszyń (in idisch: בענשין Benschin) è un comune urbano-rurale polacco del distretto di Nowy Tomyśl, nel voivodato della Grande Polonia.
Ricopre una superficie di 179,77 km² e nel 2004 contava 13 417 abitanti.